# Phổ Phong
Phổ Phong là một xã thuộc thị xã Đức Phổ, tỉnh Quảng Ngãi, Việt Nam.

## Địa lý
Xã Phổ Phong nằm ở phía tây bắc thị xã Đức Phổ, có vị trí địa lý:
- Phía đông giáp xã Phổ Thuận
- Phía tây giáp huyện Ba Tơ và huyện Nghĩa Hành
- Phía nam giáp xã Phổ Nhơn
- Phía bắc giáp huyện Mộ Đức.

Xã Phổ Phong có diện tích 54,07 km², dân số năm 2005 là 9.501 người, mật độ dân số đạt 176 người/km².

## Lịch sử
Sau năm 1945, Phổ Phong là một xã thuộc huyện Đức Phổ.
Từ năm 1954 đến năm 1958, chính quyền Sài Gòn đổi tên xã Phổ Phong thành xã Phổ Nghĩa thuộc quận Đức Phổ. Chính quyền cách mạng vẫn gọi xã Phổ Nghĩa là xã Phổ Phong như cũ.
Sau năm 1975, xã Phổ Phong thuộc huyện Đức Phổ.
Ngày 10 tháng 3 năm 2003, Chính phủ ban hành Nghị định số 20/NĐ-CP. Theo đó, điều chỉnh 1.019 ha diện tích tự nhiên của xã Phổ Phong thuộc huyện Đức Phổ về xã Ba Liên thuộc huyện Ba Tơ quản lý.
Sau khi điều chỉnh, xã Phổ Phong còn lại 5.407 ha diện tích tự nhiên và 9.177 người.
Ngày 1 tháng 2 năm 2020, thành lập thị xã Đức Phổ trên cơ sở toàn bộ diện tích và dân số của huyện Đức Phổ, xã Phổ Phong thuộc thị xã Đức Phổ.

## Hành chính
Xã Phổ Phong được chia thành 6 thôn: Hiệp An, Gia An, Vĩnh Xuân, Tân Phong, Hùng Nghĩa, Vạn Trung

## Kinh tế - xã hội

### Kinh tế
Kinh tế xã Phổ Phong chủ yếu dựa vào nông nghiệp và lâm nghiệp
Trên địa bàn xã có khu công nghiệp Phổ Phong với các nhà máy quan trọng như: nhà máy đường Phổ Phong ở km 6 (đóng cửa?), nhà máy gạch và nhà máy dăm gỗ ở km 9 ( Công ty TNHH Sản Xuất Thương Mại Vạn Trung).
Nghề làm chổi đót là một nghề truyền thống của xã, tập trung nhiều tại các thôn Vĩnh Xuân, Tân Phong, Gia An.
Một bộ phận dân cư phát triển dịch vụ, buôn bán trên địa bàn các chợ hoặc dọc theo Quốc lộ 24A và các ngã ba, ngã 4 quan trọng trên địa bàn như: 
- Ngã 3 Hiệp An (giao nhau giữa Quốc lộ 24A và đường liên thôn Hiệp An-Gia An- Vĩnh Xuân)
- Ngã 3 Tân Phong (nút giao đường dẫn vào Ủy ban xã và đường liên thôn Vạn Trung- Tân Phong, nơi đặt trường Tiểu học Phổ Phong và Di tích Nhà lưu niệm đồng chí Nguyễn Nghiêm)
- Ngã 3 Hùng Nghĩa (nút giao Quốc lộ 24A và đường đi Ủy ban xã, Khu lưu niệm đồng chí Nguyễn Nghiêm, nơi đây đặt Trường THCS Phổ Phong)
- Ngã 3 Vạn Lý hay còn gọi là số 7 (nút giao Quốc lộ 24A, đường liên thôn Vạn Trung-Tân Phong, đường liên xã Phổ Phong- Phổ Nhơn, nơi này có sư đoàn 307 đóng quân, có khu CN Phổ Phong đang được triển khai, có chợ Vạn Lý)
- Chợ Phổ Phong hay gọi là chợ số 3 (Đây là chợ chính của Phổ Phong, nằm cạnh quốc lộ 24A, có đường đi Hiệp An, Gia An, Hùng Nghĩa)

### Giáo dục
Trên địa bàn xã có 5 trường mẫu giáo, 1 trường tiểu học và 1 trường THCS, bao gồm các trường mẫu giáo
- Hiệp An (km 2)
- Hùng Nghĩa (Đường ngã ba Hùng Nghĩa - Ủy ban xã)
- Vạn Trung (km 5)
- Vĩnh Xuân (Đường liên xã Vạn Trung - Phổ Thuận)
- Tân Phong (Ngã 3 Tân Phong)
- Trường Tiểu học Phổ Phong (Ngã ba Tân Phong) và các cơ sở nhỏ ở Hiệp An, Vĩnh Xuân, Vạn Trung
- Trường THCS Phổ Phong (km 3,5)

### Y tế
Trạm Y tế xã Phổ Phong nằm đối diện Trường THCS Phổ Phong.

## Giao thông
Trên địa bàn xã có Quốc lộ 24A nối Quảng Ngãi - Kon Tum lần lượt chạy qua các thôn Hiệp An, Hùng Nghĩa, Vạn Trung, Trung Liêm.
Quốc lộ 24A nối huyện Mộ Đức đi qua địa bàn xã đến huyện Ba Tơ.
Các tuyến đường quan trọng trên địa bàn xã:
- Quốc lộ 24
- Đường liên thôn Hiệp An - Gia An - Vĩnh Xuân
- Đường liên thôn, liên xã Vạn Trung - Tân Phong - Vĩnh Xuân đi xã Phổ Thuận
- Đường dẫn vào Ủy ban xã (Ngã 3 Hùng Nghĩa - Tân Phong) dẫn vào Ủy ban xã, Khu lưu niệm Nguyễn Nghiêm, Trường Tiểu học Phổ Phong
- Đường liên thôn Vạn Trung - Tân Phong dẫn về Ủy ban xã
- Đường liên xã, liên huyện Hùng Nghĩa- Đức Lân- Đức Tân (huyện Mộ Đức)
- Đường liên xã Vạn Trung - Phổ Nhơn.

## Du lịch
- Núi Xương Rồng (di tích lịch sử), núi Chóp Vung
- Nhà lưu niệm Nguyễn Nghiêm (Bí thư chi bộ đầu tiên của tỉnh Quảng Ngãi)
- Hố Chuối (km 5, cách QL 24 1 km)
- Hố Cây Xanh, Cây Da (km 6, phía sau nhà máy Đường Phổ Phong)
- Sông Ba Liên
- Suối Tiên (km 9).